# Црква Светог Николе у Крупцу
Црква Светог Николе у Крупцу, насељу града Пирота, подигнута је у првој половини 17. века. Православни је храм који припада Епархији нишкој Српске православне цркве и представља непокретно културно добро као споменик културе.
Црква у Крупцу посвећена је преносу моштију Светог Николаја Мирликијског чудотворца.

## Изглед цркве
Сама црква је малих димензија са нешто касније дозиданом припратом. Правоугаоне је основе са олтарском и певничким апсидама, полукружног облика. Црква је зидана ломљеним каменом уз местимичну употребу опеке. За кровни покривач коришћене су камене плоче.  Савремена припрата са тремом, реконструисана деведесетих година 20. века, малтерисана је и окречена.

### Унутрашњост и живопис
Црква је два пута осликавана и највећим делом живопис је сачуван. Од најстаријег слоја из 17. века остало је само неколико фрагмената који махом приказују житије Светог Николе. Остале фреске су новијег датума и највероватније су рађене у другој половини 19. века. Може се закључити да је цркву живописала грчка зографска радионица из Дебра, оставивши иза себе иконостас као и мноштво икона.
Порту цркве у пространом дворишту чине очувана звонара, парохијски дом, чесма са миљоказима.